# Solna Vikings
Les Solna Vikings sont un club suédois de basket-ball domicilié à Solna. Le club appartient à la Obol Basketball League soit le plus haut niveau du championnat suédois.

## Historique
Le club avait disparu en 1999 pour cause de banqueroute.

## Palmarès
- Champion de Suède : 2003, 2008